# Citorus sinuatus
Citorus sinuatus är en insektsart som beskrevs av Rauno E. Linnavuori 1977. Citorus sinuatus ingår i släktet Citorus och familjen dvärgstritar. Inga underarter finns listade i Catalogue of Life.